# Dossiers et Documents
Le Monde Dossiers et Documents est un mensuel édité par le journal Le Monde de 1973 à 2013. Le dernier numéro paru est celui de septembre 2013. Le Monde Dossiers et Documents avait 15 000 abonnés et était tiré à 54 000 exemplaires.